# اودلند
اودلند (به هلندی: Oudelande) یک منطقهٔ مسکونی در هلند است که در بورسله واقع شده‌است. اودلند ۷۱۰ نفر جمعیت دارد.